# Río Matarraña

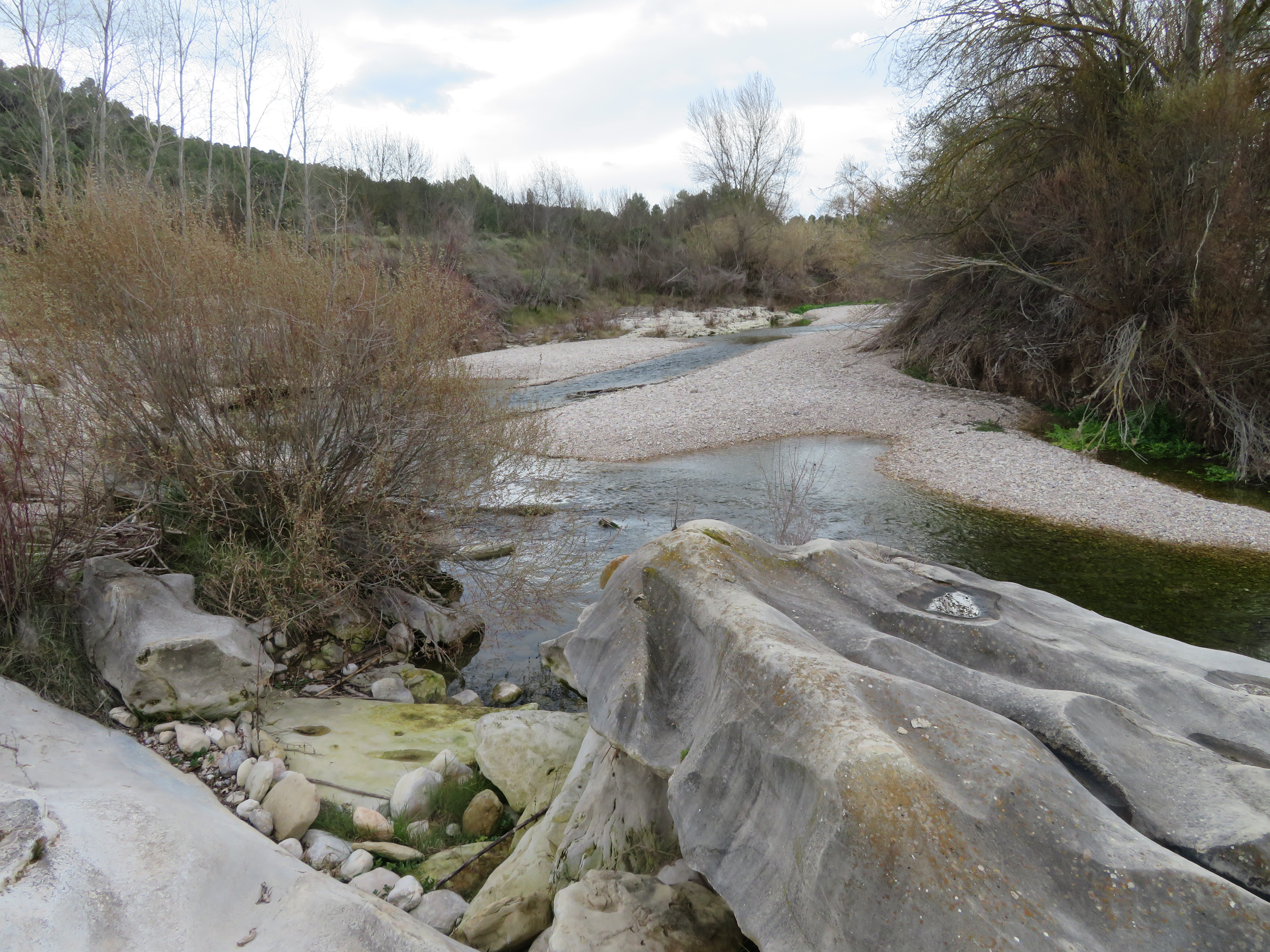
Cauce del río Matarraña a su paso por el término municipal de Torre del Compte, Teruel (España).

El río Matarraña es un río de España, un afluente de la margen derecha del río Ebro. Nace en El Parrisal, paraje natural en los Puertos de Beceite (Aragón). El curso alto del río discurre entre espectaculares desfiladeros y cortados y entre frondosos bosques. Tiene una longitud de 97 km y discurre en dirección sur a norte.

## Geografía

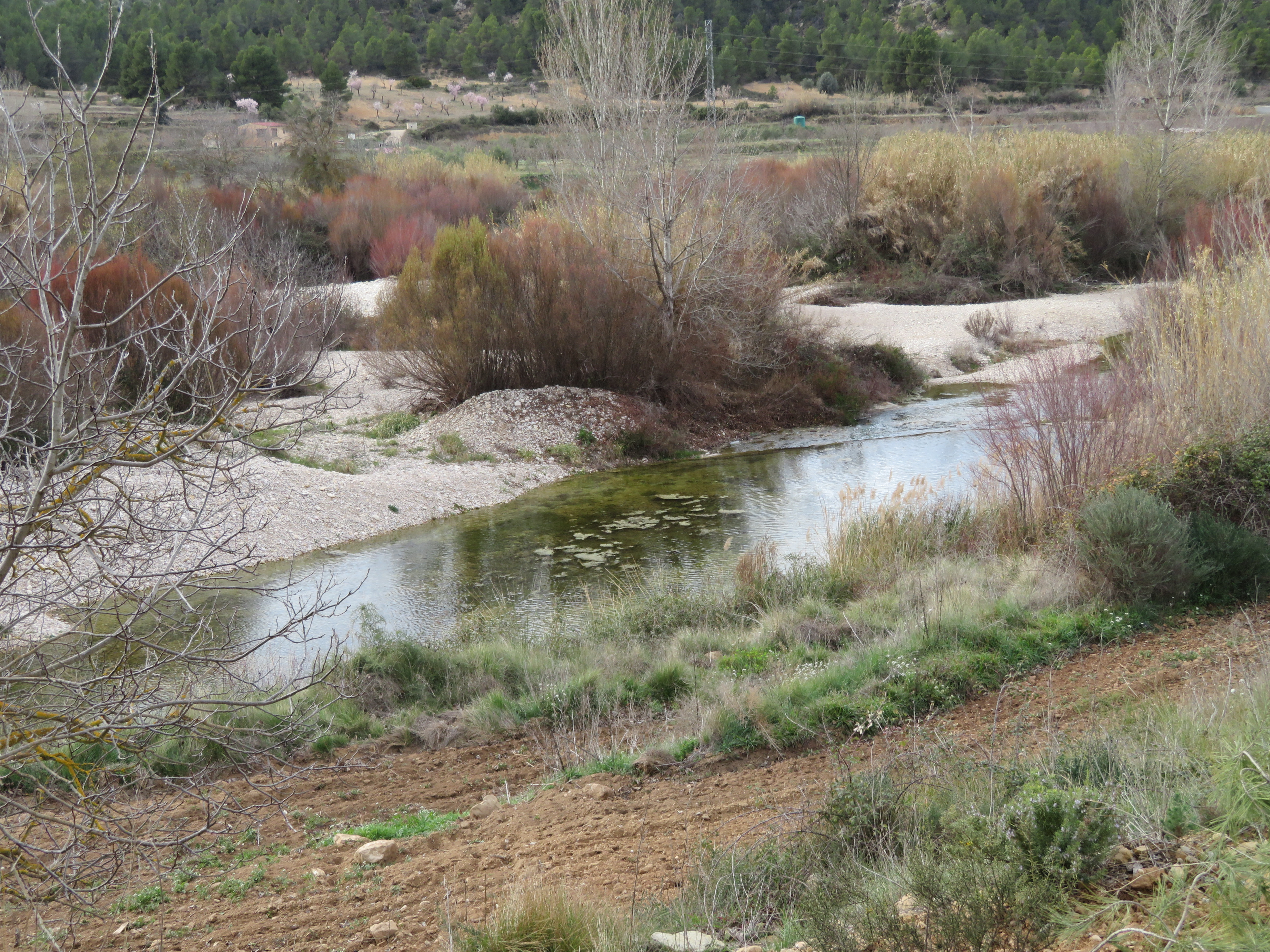
Cauce del río Matarraña.

El río nace en el término municipal de Beceite (Teruel), en la confluencia de dos barrancos, aunque sus fuentes y manantiales están en el corazón de los Puertos de Beceite a 1300 m s. n. m. Atraviesa las poblaciones de Beceite, Valderrobres y Mazaleón en Teruel, así como también pasa muy próximo a Torre del Compte o La Fresneda. Entra en la provincia de Zaragoza por Maella y discurre por las poblaciones de Fabara, Nonaspe y Fayón antes de desembocar en el río Ebro. En su curso final, durante un cortísimo tramo, casi en la desembocadura en la cola del embalse de Ribarroja en el Ebro, forma la frontera natural entre las provincias de Tarragona y Zaragoza.
Es un río típico mediterráneo, con un caudal bastante irregular y escaso, con grandes crecidas en primavera y otoño y estiajes en verano. Además de ello cuenta en todo su curso con un ecosistema mediterráneo muy bien conservado.
En su cabecera el Matarraña es un río con un importante caudal relativo pese a lo reducido de su cuenca (11 l/s/km²) con una importante aportación subterránea, aunque este caudal se ve muy mermado por un trasvase situado a pocos kilómetros de su nacimiento y que sangra de manera considerable su caudal, mermándolo hasta tal punto que no se recupera hasta recibir a su más importante afluente en la cabecera, el río Ulldemó. Más abajo ya en Valderrobres recibe al regulado (por el embalse de Pena) río Pena que aporta caudales importantes en la época estival. Recibe en su cuenca media al río Tastanvins cuya aportación es la más importante pero también la más irregular. Por último recibe al río Algás casi al final de su curso.

## Caudal

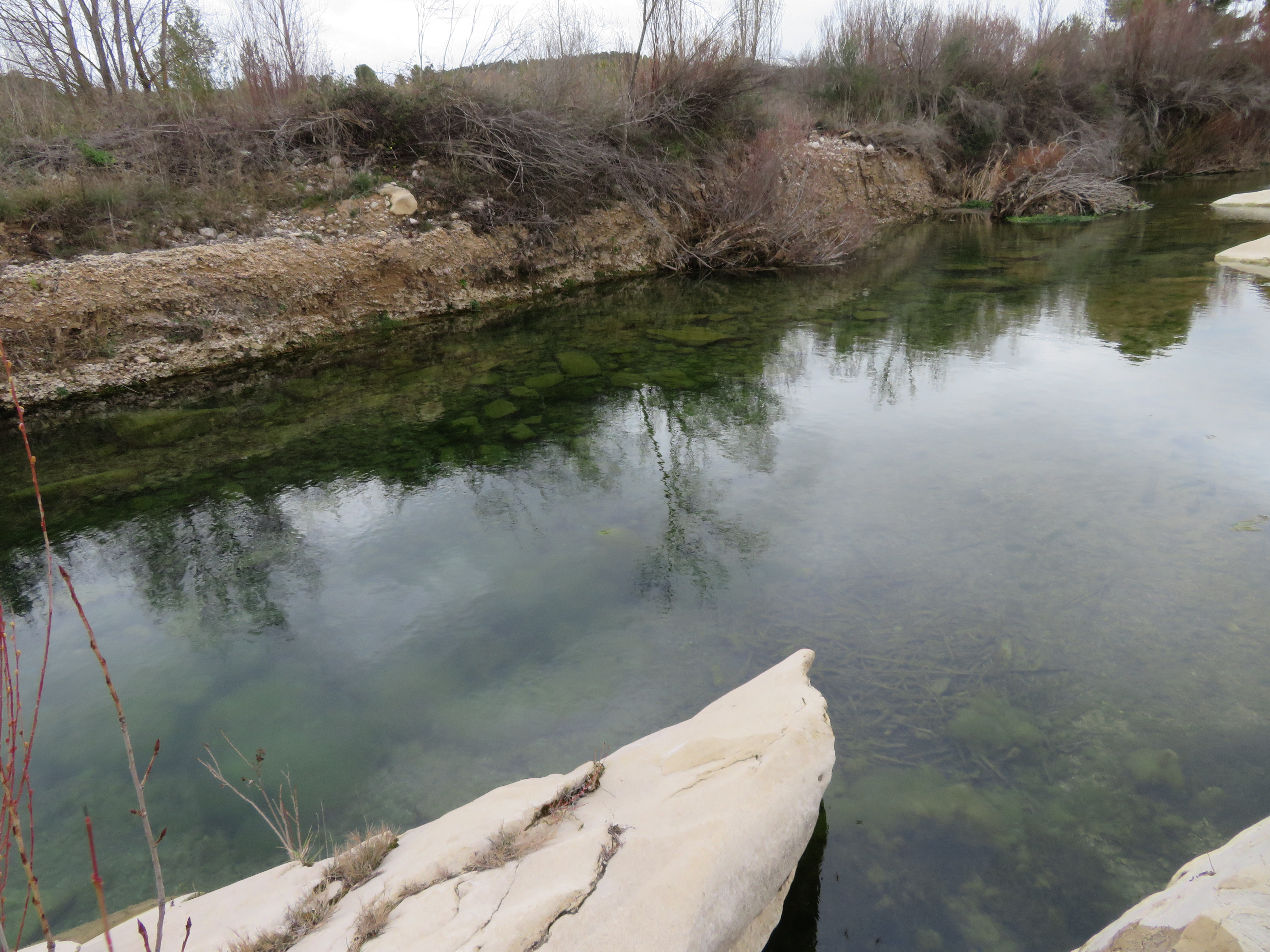
Cauce del río Matarraña a su paso por Torre del Compte.

Debido a la proximidad del mar Mediterráneo, la cuenca padece, periódicamente, fuertes temporales que han hecho alcanzar impresionantes caudales superiores a los 2000 m³/s en la desembocadura del río Ebro.
En la cabecera del río está el embalse de Pena situado en su afluente del mismo nombre y con importantes aportes de un controvertido trasvase del Matarraña al Pena que en ocasiones deja el río con un caudal muy escaso a su paso por Beceite.
Además del embalse de Pena, el río cuenta con varias balsas laterales que garantizan los caudales en verano, la más destacable la balsa de Valcomuna (con 2,2 hm³) y que son un ejemplo mundial de reserva de agua sin afectar al ecosistema del río.

## Ecología
Es el río mediterráneo mejor conservado del planeta.[cita requerida] No cuenta en todo su curso con ninguna presa artificial de importancia (las últimas actuaciones de regulación se han hecho en barrancos laterales construyendo balsas sin afectar al cauce), la pureza de sus aguas ha sido siempre única y la diversidad de hábitats y especies hacen de este río una auténtica joya, aunque estos últimos años están apareciendo problemas (antes desconocidos) de contaminación que repercuten seriamente en la población de barbos, madrillas y truchas. 
Es de los pocos ríos españoles en los que aún se conserva el cangrejo autóctono.

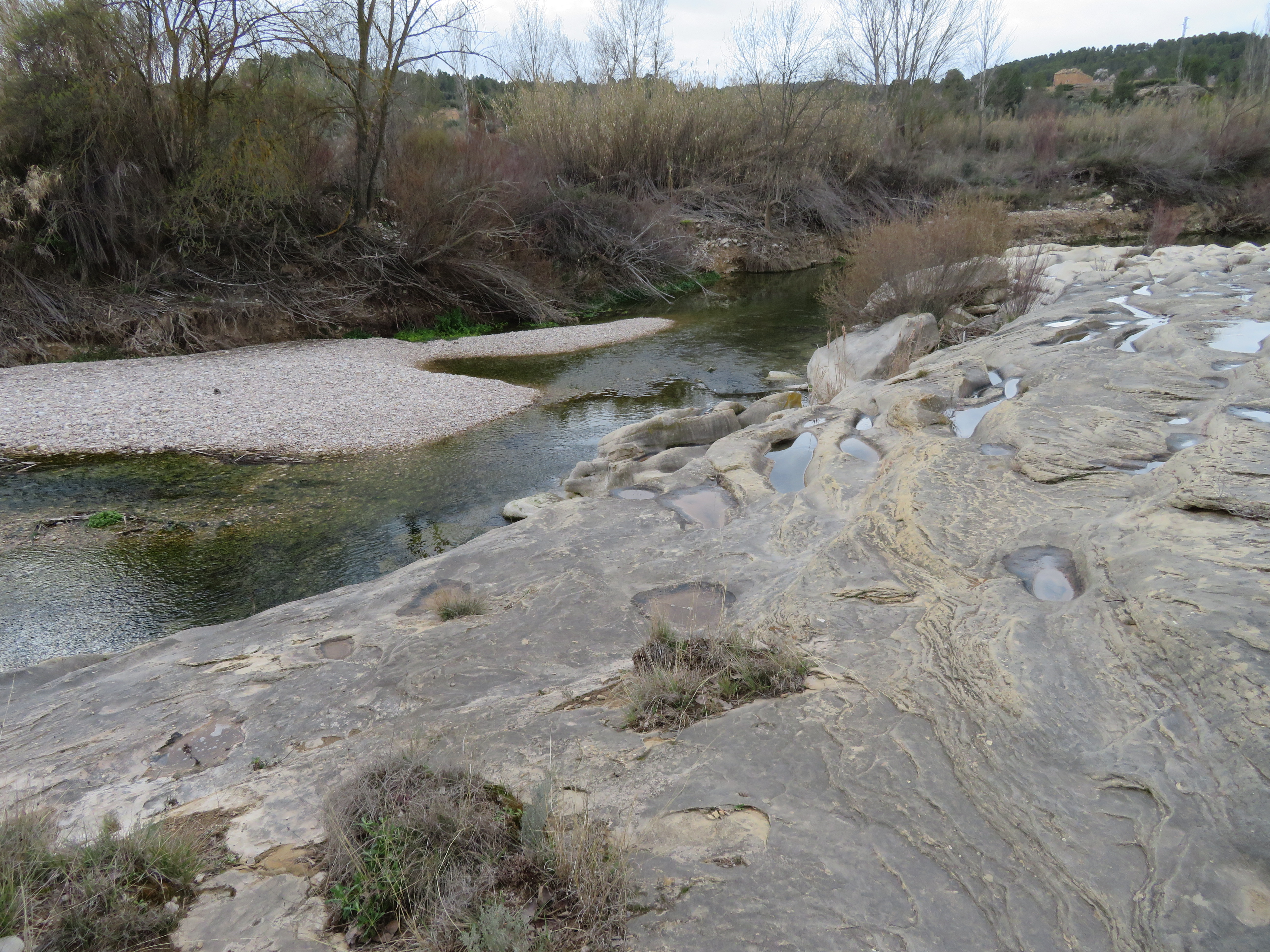
Cauce del río Matarraña.